# Denisse Bravo
Denisse Bravo (2002, Lontué) es una boxeadora chilena que combate en la categoría de 57 kg. Ganó la medalla de plata en el evento femenino de 60 kg. en los Juegos Suramericanos de la Juventud de 2017. Participó en los Juegos Suramericanos de la Juventud de 2022. Clasificada nacional para boxeo peso gallo en los Juegos Panamericanos de 2023 en la categoría 60 kg femenino, donde obtuvo medalla de bronce. 